# E.V.O.L
E.V.O.L é uma canção da cantora Marina and the Diamonds. Foi lançado em 14 de Fevereiro de 2013 na conta oficial de Marina no SoundCloud e foi disponibilizado para download gratuito. Apesar de ter sido descartada do álbum Electra Heart, a música foi incluída na edição Platinum Blonde em comemoração aos 10 anos de lançamento do disco.

## Lançamento
"E.V.O.L" foi lançado no Reino Unido durante o Dia dos namorados em 14 de fevereiro de 2013.  E em 05 de maio foi lançada para download digital no iTunes.

## Video musical
Um vídeo promocional para a faixa "E.V.O.L" , foi lançado em 14 de Fevereiro de 2013. No clipe Marina esta em imagens em preto e branco em um banheiro, sendo ele o mesmo banheiro onde aconteceram as gravações de "How to Be a Heartbreaker" seu clipe anterior.

## Lista de faixas
| N.º | Título    | Compositor(es)   | Duração |  |
| 1.  | "E.V.O.L" | Marina Diamandis | 3:36    |  |